# Piper baguionum
Piper baguionum är en pepparväxtart som beskrevs av C. Dc.. Piper baguionum ingår i släktet Piper och familjen pepparväxter. Inga underarter finns listade i Catalogue of Life.